# Koen Wessing
Koen Wessing (Amsterdam, 26 gennaio 1942 – Amsterdam, 2 febbraio 2011) è stato un fotografo olandese.

## Biografia
Figlio di Han, architetto di interni, e della scultrice Eva Eisenloeffel, fin dalle elementari si scoprì che soffriva di dislessia. L'adolescenza dei ragazzi cresciuti come lui in quell'ambiente, anche se i Paesi Bassi erano in genere molto ottimisti nella ricostruzione dopo la barbarie nazista, furono consapevoli della violenza, della miseria e del genocidio. Vari fotografi contribuirono a falsificare documenti per far fuggure gli ebrei, mentre altri si prodigarono a nasconderli. Fotografi che scattarono quelle foto dell'ultimo inverno della seconda guerra mondiale, ricordato dai sopravvissuti come l'"inverno della fame", in cui morirono migliaia di olandesi. Questa fotografia rimase ben impressa in Wessing.
Nel 1957 incontrò il fotografo Ed van der Elsken, la moglie fotografa ungherese Ata Kandó ed il fotografo olandese Johan van der Keuken, e decise di imparare la fotografia da autodidatta seguendo come assistente van der Elsken in giro per il mondo.  Si iscrive all'Istituto di Istruzione d'Arte Applicata (Gerrit Rietveld) di Amsterdam, dove insegnava sua madre. Dal 1963 lavora come fotografo senza contratto. Da allora viaggia ai quattro angoli del mondo e nei più impensati. In autostop per mancanza di denaro o facendoseli prestare da amici e conoscenti; scattò fotografie a Het Maagdenhuis, il centro amministrativo occupato dell'Università di Amsterdam, costruendo una passerella sul vicolo e l'edificio di fronte per aggirare il blocco della polizia; si trovava a Parigi durante il maggio francese; in Cile nelle ultime ore della Repubblica di Salvador Allende nel 1973; e poi in Albania, in Guinea-Bissau, in Nicaragua, nel Kosovo, in Indonesia, laddove c'erano rivolte, crisi, povertà, miseria, oppressione, vittime. Nelle sue immagini le persone, coloro che sembrano essere stati abbandonati da ogni dio, non diventano vittime, non vediamo gente "disumanizzata": nelle foto, le persone restano esseri umani.
Pur restando nella tradizione documentaristica olandese che ha avuto nomi eccellenti come Eva Besnyö, Cas Oorthuys, Ad Windig, Emmy Andriesse, Carel Blaazer, Dolf Kruger, Ed van der Elsken, Ad van Denderen, Willem Diepraam, Dolf Toussaint, Kadir van Lohuizen, tanto per citare i più noti, quella di Wessing sembra una fotografia diversa: come se costringesse lo spettatore a mettersi nei panni delle persone, quelle riflesse nello specchio fotografico. Proprio l'opposto dell'affermazione del giornalista e scrittore olandese Max van Rooy che, parlando delle foto di Wessing, disse: "Alla fine tutte le vittime iniziano a sembrare uguali". Il fotografo olandese ha documentato la storia del dopoguerra: la decolonizzazione, la violenza e la barbarie nei paesi latino americani, la disintegrazione sovietica e jugoslava, la tragedia sudafricana e gli enigmi cinesi. E a proposito di Cina, fu proprio in quel paese che per nove mesi viaggiò in lungo e in largo con la moglie Agnes e la loro piccola Marie.
Nel 1989 ha ricevuto il premio Alblas. Roland Barthes ha accomunato due foto in La camera chiara: quella di Wessing scattata in Nicaragua, che raffigura dei soldati assieme a due suore sullo sfondo, con quella di William Klein, scattata nel quartiere italiano di New York con dei bambini sorridenti. Foto estremamente diverse, la prima esprimeva quello che il semiologo chiamava lo "studium", cioè la stranezza di persone o di oggetti estranei nella medesima immagine che ci invitano ad approfondire la conoscenza della situazione, mentre nella seconda ravvisava quello che lui chiamava il "punctum", cioè quel particolare specifico, irrazionale, al di là della bellezza e del significato della foto, in questo caso i denti storti dei bambini, che quasi ci consente di dialogare con essa.

## Controversie
Nel 1985 il giornale De Telegraaf ha ritenuto di poter pubblicare una foto di Wessing senza la sua esplicita autorizzazione in quanto sul retro dell'immagine c'era scritto "Press Photograph", pensando che ciò avesse il significato che la foto potesse essere utilizzata liberamente. Il fotografo si rivolse al tribunale ed il giudice dette ragione a Wessing sostenendo che per legge è sempre necessaria l'autorizzazione dell'autore.

## Pubblicazioni
- Koen Wessing, Koen Wessing, Focus Publishing B.V., 1993 - ISBN 978-9065790538
- Pauline Terreehorst, Koen Wessing, Koen Wessing: Chili, September 1973: No. 8, Errata Editions, 2010 - ISBN 978-1935004141
- Koen Wessing, The Indelible Image, testi di Jeroen de Vries e Pia Viewing, Jeu de Paume, Parigi, 2018 - ISBN 978-2-915704-83-9